# L'enfant à l'orange
Criança com laranja é uma obra do pintor neerlandês Vincent van Gogh concluída em julho de 1890.

## História
Na pintura, está representada uma criança loura de aspecto angélico. A criança é Raoul Levert, filho de um carpinteiro de Auvers-sur-Oise. Tinha apenas dois anos quando Van Gogh a pintou no albergue Ravoux.
A obra foi adquirida em 1916 pela família do casal suíço Arthur e Hedy Hahnloser, fundadores da colecção de arte "Villa Flora", de Winterthur (Suíça).
A pintura foi posta à venda em Março de 2008 na feira de arte de Maastricht (Países Baixos) por um preço superior a 30 milhões de dólares estadunidenses (19,7 milhões de euros).